# Norsk Hydro
Norsk Hydro ASA (muitas vezes referida apenas como Hydro ) é uma multinacional norueguesa com sede em Oslo, que tem na produção de alumínio o seu principal negócio. A empresa possui e opera vários negócios ao redor do mundo, investindo em indústrias sustentáveis. Está presente em uma ampla gama de segmentos do mercado de alumínio, energia, reciclagem de metais, energias renováveis e baterias.
Desde 1905, a Hydro utiliza recursos naturais e os transforma em produtos e negócios. Hoje, mais de 30.000 pessoas trabalham na Hydro, em mais de 140 unidades, em 40 países, incluídos o Brasil, onde a empresa possuo a maior refinaria de alumina do mundo fora da China, localizada na cidade de Barcarena, no estado do Pará.

## Brasil
No Brasil, a Hydro opera em 11 unidades. Em 2010, a empresa comprou os ativos referentes à produção de bauxita, alumina e alumínio da Vale S.A., antiga Vale do Rio Doce. Essas operações estão localizadas no estado do Pará, na região norte do país.
A mineração ocorre no município de Paragominas e há também uma refinaria de alumina no município de Barcarena, onde também está localizada a fábrica de alumínio primário Albras, uma join-venture entre Hydro e o consórcio japonês NAAC – Nippon Amazon Aluminium Co. Ltd.

### Paragominas
A Hydro lavra bauxita de sua própria jazida, localizada a aproximadamente 70 km do município de Paragominas, no nordeste do Pará. A bauxita lavrada é triturada e transportada através de um duto de 244 quilômetros até a cidade de Barcarena, onde é refinada e transformada em alumina pela Hydro Alunorte e, a seguir, é destinada à Albras e a outros produtores de alumínio primário no Brasil e em outras partes do mundo. As atividades de lavra em Paragominas começaram em 2007.
O rejeito gerado a partir da lavra da bauxita é armazenado em dois sistemas: o Vale e o Platô. Em Paragominas, a Hydro utiliza a metodologia “Tailing Dry Backfill”. O sistema visa eliminar o uso de grandes barragens para armazenamento permanente de rejeitos de bauxita. Com essa metodologia, o rejeito de bauxita é retornado para a área após a lavra, integrando o processo de reabilitação e reduzindo o dano ambiental.
O rejeito é inerte, ou seja, não oferece potencial de contaminação ao solo e às águas subterrâneas, uma vez que possui características químicas e físicas similares ao minério retirado no processo de lavra. Isto permite seu retorno ao solo de origem.

### Barcarena
Nesta cidade, a Hydro possui duas plantas: a refinaria de alumina Hydro Alunorte e a produtora de alumínio primário, Albras. Desta última, a Hydro é a principal acionista, detentora de 51% das ações da joint venture. A outra acionista é a NAAC – Nippon Amazon Aluminium Co. Ltd., formada por um consórcio de empresas japonesas, consumidores e fabricantes de produtos de alumínio.
A Hydro Alunorte é a maior refinaria de alumina do mundo fora da China, com importante eficiência energética. A bauxita usada na produção de alumina, matéria-prima do alumínio, vem da Hydro Paragominas, através de um mineroduto, e da MRN, através do porto de Vila do Conde. Parte da alumina produzida é exportada e a outra parte é fornecida para a planta da Albras, que produz lingotes de alumínio.
O processo de produção de alumina gera um resíduo que é lavado, filtrado e armazenado nos depósitos de resíduos sólidos da refinaria, onde a Alunorte utiliza uma metodologia para a disposição de resíduos, com ajuda de filtros prensa. Esses filtros geram um resíduo seco com 78% de teor de sólidos, que é empilhado e passa por um processo de compactação. Com a combinação dessas duas tecnologias (filtros prensa e compactação), o espaço necessário para armazenar os resíduos passa a ser menor quando comparado à tecnologia anterior de filtro tambor. O resíduo seco é armazenado no Depósito de Resíduos Sólidos (DRS).
A refinaria conta também com um sistema de drenagem com canaletas que direcionam a água da chuva que cai sobre os Depósitos de Resíduos Sólidos para Estação de Tratamento de Efluentes Industriais (ETEI) da própria empresa, onde a água passa por tratamento antes do descarte.
Já a Albras produz alumínio de alta pureza, contribuindo para a verticalização da indústria de alumínio no Pará. Em 2020, por exemplo, a empresa destinou 84,7 mil toneladas de alumínio líquido para a Alubar, fabricante paraense de cabos elétricos de alumínio.
Além do metal líquido e dos lingotes de alumínio, a Albras também produz outros tipos de lingotes e barramentos. A Primary Foundry Alloy (PFA) ou Liga de Alumínio Primário é um produto criado, por exemplo, para atender à indústria automotiva e desenvolvido a partir do metal primário, com adição de quatro elementos: silício, magnésio, estrôncio e titânio.

### Itu
Em Itu, cidade do interior de São Paulo, a Hydro tem uma planta de extrusão especializada na fabricação de perfis de alumínio, tubos de alta precisão e de múltiplas cavidades, além de perfis gerais para o mercado automotivo, construção civil e industrial.
Também há uma unidade de refusão no local, que produz tarugos de alumínio a partir de metal primário ou sucata. Seus processos de fabricação agregam serviços de corte, usinagem ou pintura aos perfis de alumínio.

### Utinga
Localizada no importante pólo industrial do estado de São Paulo, a planta de extrusão da Hydro de Utinga é especializada na fabricação de perfis de alumínio voltados para o mercado industrial, especialmente para o setor automotivo. A unidade foi fundada em 1943.

### Tubarão
Neste município de Santa Catarina, a empresa possui uma planta de extrusão especializada na fabricação de perfis de alumínio voltado para a construção civil. Na unidade, também funciona a ferramentaria geral da empresa, uma unidade de anodização com diversas cores, além do acabamento superficial polido para perfis de alumínio.
No local, a empresa também mantém uma reserva ambiental de 39 hectares, localizada a 3 quilômetros da planta, que possui 85% de floresta nativa. Nela, vivem 176 espécies botânicas.

### Reserva Ambiental em Tubarão (SC)
Com 39 hectares, a reserva conta com 85% de floresta nativa e é o berço de 176 espécies botânicas diferentes.

### Belém
A Hydro mantém um escritório em Belém, capital do estado do Pará. O escritório reúne empregados de diversas áreas, como Compliance, Pesquisa Mineral, Suprimentos, Jurídico, Tecnologia da Informação, Centro de Competências de RH (CCRH), Comunicação, Relações Governamentais, Centro de Competência Contábil (ACC), Saúde, Segurança e Meio Ambiente (HSE), Responsabilidade Social Corporativa (CSR), entre outras, responsáveis pela área de negócios de Bauxita & Alumina e Energia.
O prédio, chamado Torre Infinito, em homenagem ao alumínio produzido no Estado, foi o primeiro prédio comercial do Pará a receber certificação LEED, assegurando a construção a partir de práticas ambientalmente sustentáveis.

### Rio de Janeiro
Na capital carioca, a empresa possui dois escritórios, sendo um deles comercial. O principal, localizado no bairro de Botafogo, reúne profissionais das seguintes áreas: Jurídico, Recursos Humanos, Comunicação, Tecnologia da Informação, Suprimentos Estratégicos, Financeiro e Comercial. Já o escritório comercial, fica no bairro da Barra da Tijuca e é voltado para o atendimento do mercado de construção civil.

### Estação de Tratamento de Efluentes (ETEI) da Alunorte
A Alunorte ampliou a capacidade de tratamento de efluentes com a nova unidade de Estação de Tratamento de Efluentes Industriais (ETEI), obra que integrou o projeto de modernização do sistema de gestão de efluentes da refinaria. A empresa investiu nesse projeto, que também passou a contar com novas bacias de estocagem de águas residuais e pluviais, novas tubulações de aço carbono e repotenciamento de bombas para drenagem do material até as estações de tratamento. 
O sistema passa a operar com 23 novas bombas, alcançando uma capacidade de transferência de 33.000 metros cúbicos por hora, o equivalente a 33 mil caixas d’água.

## Questões ambientais
Em fevereiro de 2018, a Hydro foi forçada a cortar a produção de alumínio em 50% em sua fábrica localizada no Pará, Brasil (operada pela joint venture Albras). Isso se seguiu após alegações afirmando que água não tratada e contaminada havia sido liberada para o meio-ambiente, resultando em poluição da água. Uma equipe de pesquisadores locais encontrou um tubo de esgoto clandestino e níveis de alumínio altamente elevados em sua proximidade. Outras substâncias como nitrato, sulfato, cloreto e chumbo também foram encontradas em concentrações anormalmente altas. Desde então, a Hydro alegou que, apesar de alguns vazamentos não autorizados terem acontecido, seus relatórios independentes e independentes não mostraram poluição ambiental do rio, mas apenas uma pequena mudança no pH.
Após negar irregularidades, a Hydro admitiu, em nota, a existência de um canal clandestino para lançar rejeitos em nascentes amazônicas, a tubulação encontrada por pesquisadores fazia o lançamento de efluentes não tratados em um conjunto de nascentes do rio Muripi, segundo um laudo divulgado pelo Instituto Evandro Chagas, do Ministério da Saúde. A nota da empresa dizia:
Durante uma das vistorias, verificou-se a existência de uma tubulação com pequena vazão de água de coloração avermelhada na área da refinaria", afirma a empresa. "Conforme solicitado pelas autoridades, a empresa está fazendo as investigações necessárias para identificar a origem e natureza do material, bem como realizando a imediata vedação desta tubulação.
Em 16 de janeiro de 2019 a Norsk Hydro recebeu aval de autoridades ambientais no Brasil para retomar operações da Alunorte, porém sem operar com capacidade total devido a embargo na Justiça.

Em 19 de março de 2019, o MPF presentou à empresa a proposta de um Termo de Ajuste de Conduta (TAC), por causa do descumprimento da legislação e do desrespeito a direitos de quilombolas, entre eles os do Território Quilombola do Jambaçu, que reúne 15 comunidades, em Moju, nordeste do estado.

## Ligações
- Norsk Hydro